# Джон Марстон
Джон Марстон (бл. 1575, ймовірно Ковентрі — 25 червня 1634, Лондон) — англійський драматург, один з найяскравіших сатириків шекспірівської доби. Його найвідомішою роботою є п'єса «Невдоволений», у якій він лається на несправедливість хтивого суду. Головні твори Мартсона були написані для дитячих труп, що складалися з акторів-хлопчиків і були популярними у єлизаветинські і якобінські часи.

## Біографія
Джон Марстон народився, ймовірно, у Ковентрі і був хрещений 7 жовтня 1576 року в Оксфрдширі. Отримав освіту в Оксфордському університеті і з 1595 року проживав у Лондоні у Мідл-темпл. Він розпочав літературну кар'єру у 1598 році еротичною поемою «The Metamorphosis of Pigmalions Image and Certaine Satyres», написаною в актуальному на той час стилі Овідія. Того ж року загальне схвалення отримала груба сатирична збірка «The Scourge of Villanie», в якій Марстон називає себе «сатириком, що гавкає».
У 1599 році Марстон можливо для вистави у Мідл-темпл написав п'єсу «Бич актора» («Histriomastix»), котра стала його першою роботою для театру. В цій п'єсі був сатирично зображений інший драматург того часу Бен Джонсон, котрий у свою чергу висміяв Марстона в одній зі своїх постановок. Коротка, однак запекла літературна ворожнеча між Марстоном і Джонсоном була елементом «війни театрів».
Для театральної трупи Діти Павла (Children of Paul's) Марстон написав п'єси «Антоніо і Мелліда» («Antonio and Mellida», 1600), «Помста Антоніо» («Antonio's Revenge», 1601) і «Все, що хочеш» («What You Will», 1601). Найвідоміша з них «Помста Антоніо» — це жорстока мелодрама про боротьбу політичних сил з елементами пародії. З 1604 року Марстон співпрацював з трупою хлопчиків Блекфраірського театру, написавши для неї низку визначних п'єс. Такі п'єси, як «Голландська куртизанка» («The Dutch Courtezan», 1603–160) і «Невдоволений» («The Malcontent», 1604), забезпечили йому славу визначного драматурга. Перша вважалася однією з найдотепніших комедій свого часу. 
У 1609 році Марстон залишив театр і переїхав до Оксфорда, де прийняв духовний сан. У Лондон, місто своєї театральної слави, він повернувся лише у 1631 році.